# Junior Strous
Joseph „Junior“ Strous (* 28. April 1986 in Vlaardingen) ist ein niederländischer Rennfahrer.

## Karriere
Nachdem Strous im Kartsport aktiv gewesen war, wechselte er 2002 in den Formelsport. Er trat in verschiedenen Meisterschaften an und wurde Sechster in der Benelux Formel Ford, Siebter in der niederländischen Formel Ford und 16. in der deutschen Formel BMW. 2003 trat er erneut in mehreren Rennserien an. Am erfolgreichsten war er in der niederländischen Formel Renault, in der er Vizemeister wurde, und im Benelux BMW Compact Cup, in dem er den Meistertitel gewann. Außerdem wurde er 20. im Formel Renault 2.0 Eurocup. 2004 startete der Niederländer erneut im Formel Renault 2.0 Eurocup und verbesserte sich auf Platz 18 in der Meisterschaft. Erfolgreicher war er in der niederländischen Formel Renault und der Wintermeisterschaft der US-amerikanischen Formel Renault, in denen er jeweils den Meistertitel für sich entschied.
2005 bestritt er seine dritte Saison im Formel Renault 2.0 Eurocup und belegte mit zwei Podest-Platzierungen den siebten Gesamtrang. Außerdem blieb er in der niederländischen Formel Renault und wurde Vizemeister. Darüber hinaus startete er zu zwei Rennen der nordischen Formel Renault, die er beide gewann, und gewann die Wintermeisterschaft der britischen Formel Renault. 2006 absolvierte Strous keine komplette Saison im Formelsport und startete zu sechs Rennen der italienischen Formel Renault, in der er Zwölfter, und zu vier Rennen des Formel Renault 2.0 Eurocups, in dem er 27. wurde. Im Tourenwagensport gewann er zum zweiten Mal den Meistertitel des Benelux BMW Compact Cups und wurde Vizemeister im niederländischen Dacia Logan Cups.
2007 wechselte Strous nach Nordamerika und ging in der Atlantic Championship für Condor Motorsports an den Start. Mit einem fünften Platz als bestes Resultat beendete er die Saison auf dem 14. Platz im Gesamtklassement. 2008 blieb der Niederländer bei Condor Motorsport und gewann ein Rennen in der Atlantic Championship. In der Gesamtwertung wurde er Fünfter. 2009 wechselte er in die Indy Lights zu Winners Circle Group. Obwohl er die ersten zwei Saisonrennen für sich entschied, wurde er nach dem fünften Rennen vom Team entlassen, da er sein Cockpit nicht mehr bezahlen konnte. Zum Saisonende belegte er den 20. Gesamtrang. Darüber hinaus nahm er an acht Rennen der niederländischen GT4-Meisterschaft teil und erzielte einen Sieg, mit dem er den 23. Platz in der Meisterschaft belegte. 2010 begann er die Saison erneut in der Indy Lights. Für HVM Racing startend wurde er bereits nach dem dritten Saisonrennen freigestellt. Im Gesamtklassement wurde er 19.

## Karrierestationen
- 2002: Benelux Formel Ford (Platz 6); niederländische Formel Ford (Platz 7); deutsche Formel BMW (Platz 16)
- 2003: Niederländische Formel Renault (Platz 2); Benelux BMW Compact Cup (Meister); Formel Renault 2.0 Eurocup (Platz 20)
- 2004: Niederländische Formel Renault (Meister); Formel Renault 2.0 Eurocup (Platz 20); US-amerikanische Formel Renault, Wintermeisterschaft (Meister)
- 2005: Niederländische Formel Renault (Platz 2); Formel Renault 2.0 Eurocup (Platz 7); britische Formel Renault, Wintermeisterschaft (Meister)
- 2006: Benelux BMW Compact Cup (Meister); niederländischer Dacia Logan Cup (Platz 2); Formel Renault 2.0 Eurocup (Platz 27); italienische Formel Renault (Platz 12)
- 2007: Atlantic Championship (Platz 14)
- 2008: Atlantic Championship (Platz 5)
- 2009: Indy Lights (Platz 20)
- 2010: Indy Lights (Platz 19)